# Rue de l'Obélisque
La rue de l'Obélisque (en occitan : carrièra de l'Obelisc) est une voie de Toulouse, chef-lieu de la région Occitanie, dans le Midi de la France.

## Situation et accès

### Description
La rue de l'Obélisque est une voie publique. Elle se trouve dans le quartier de Marengo-Jolimont, au cœur du secteur 5 - Sud-Est.
Elle naît en se séparant de l'avenue de la Colonne, au carrefour de la rue et de l'impasse Montcabrier. Rectiligne, longue de 208 mètres et orientée au nord, elle monte de façon abrupte en suivant la pente du coteau de Jolimont, passant de 174 à 189 mètres. Elle reçoit la rue Albert-Mamy à droite pour se terminer au carrefour de l'avenue Camille-Flammarion, au niveau du jardin Félix-Tisserand, face à l'obélisque de la bataille de 1814.
La chaussée compte une seule voie de circulation automobile à double-sens. Elle appartient à une zone 30 et la vitesse y est limitée à 30 km/h. Il n'existe pas d'aménagement cyclable.

### Voies rencontrées
La rue de l'Obélisque rencontre les voies suivantes, dans l'ordre des numéros croissants (« g » indique que la rue se situe à gauche, « d » à droite) :
1. Avenue de la Colonne
2. Rue Montcabrier (g)
3. Impasse Montcabrier (g)
4. Rue Albert-Mamy (d)
5. Avenue Camille-Flammarion

## Odonymie
La rue est nommée d'après l'obélisque érigé en 1839 pour commémorer la bataille de Toulouse de 1814, auquel elle aboutit.

## Patrimoine et lieux d'intérêt
- no  17 : maison (premier quart du XXe siècle)[2].